# Sedlčany
Sedlčany (německy Seltschan, v místním nářečí Selčany) jsou město v okrese Příbram ve Středočeském kraji, asi 30 km východně od Příbrami. Žije zde přibližně 6 800 obyvatel.
Sedlčany jsou hned po Příbrami a Dobříši třetím největším městem v okrese. Město leží v tzv. Sedlčanské kotlině na soutoku Mastníku a Sedleckého potoka.

## Historie

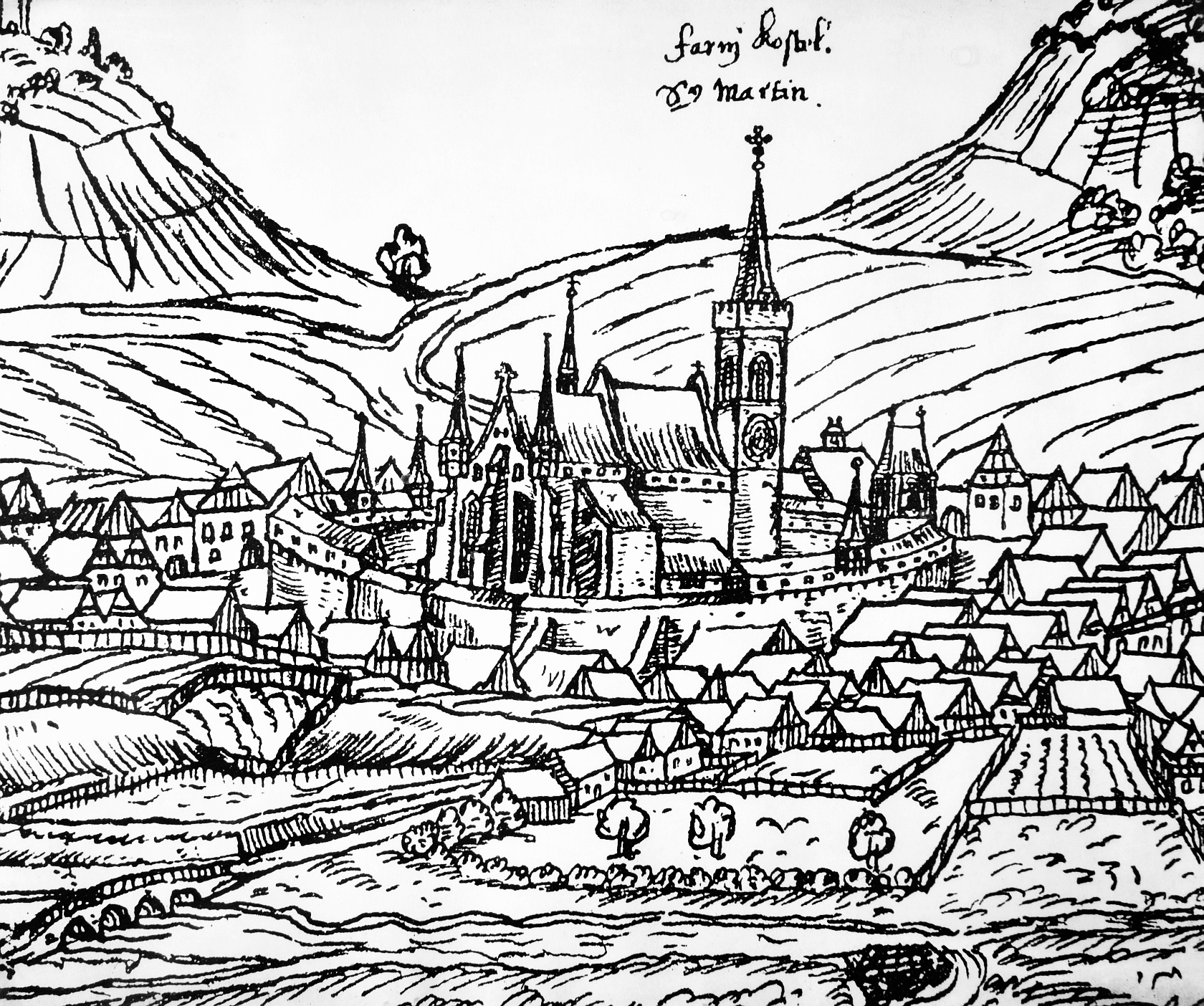
J. Willenberg: Sedlčany v roce 1602. Uprostřed rytiny je patrný kostel sv. Martina a městské hradby

První písemná zmínka pochází již z roku 1294. Již od 12. století[zdroj?] byly střediskem Středního Povltaví. Na počátku 14. století patřila tehdejší trhová ves Rožmberkům, kterým patřily i místní zlaté doly. Za vlády Karla IV. je ale museli vrátit královské komoře. V 15. století získalo město mnoho privilegií a do městského znaku rožmberskou pětilistou růži. Od roku 1469 bylo město zástavou pánů Popelů z Lobkovic.
V roce 1580 město získal od Rožmberků výměnou za oboru a tvrz Nový Leptáč známý stavitel rybníků – regent Jakub Krčín z Jelčan a Sedlčan (1535–1604). Brzy začal vybírat od projíždějících kupců vysoké mýtné. Kvůli tomu se začali kupci městu vyhýbat, což způsobilo spor Krčína s měšťany. V roce 1582 odňal městské radě právo samostatně rozhodovat o přijímání poddaných za obyvatele města. Měšťanům také upřel právo várečné. Protože Krčín zemřel bez mužských potomků, vrátily se Sedlčany do majetku Rožmberků. Petr Vok z Rožmberka (1539–1611) Sedlčany převedl na Zdeňka Popela z Lobkowicz (1568–1628). Sedlčanské zboží bylo připojeno k panství Vysoký Chlumec. Lobkovicové pak město drželi dlouho stejně jako velkou část okolního kraje.
V 19. století význam města nadále vzrůstal, výrazným impulzem k rozvoji bylo také vybudování železniční tratě Olbramovice – Sedlčany v roce 1894. Nová radnice byla postavena v roce 1903; dnes jsou na ní umístěny památníky padlých v obou světových válkách. U příležitosti velkých manévrů československého vojska v září 1922 navštívil město prezident Masaryk.
Za druhé světové války došlo ke zřízení nacistického vojenského výcvikového prostoru, a k vystěhování Sedlčanska, Sedlecka a Voticka (kde byla velká koncentrace tradičního českého obyvatelstva). 8. května 1943 byla v Sedlčanech zřízena pobočka přesídlovací kanceláře, která zajišťovala vystěhování obyvatel města do 1. srpna 1943.

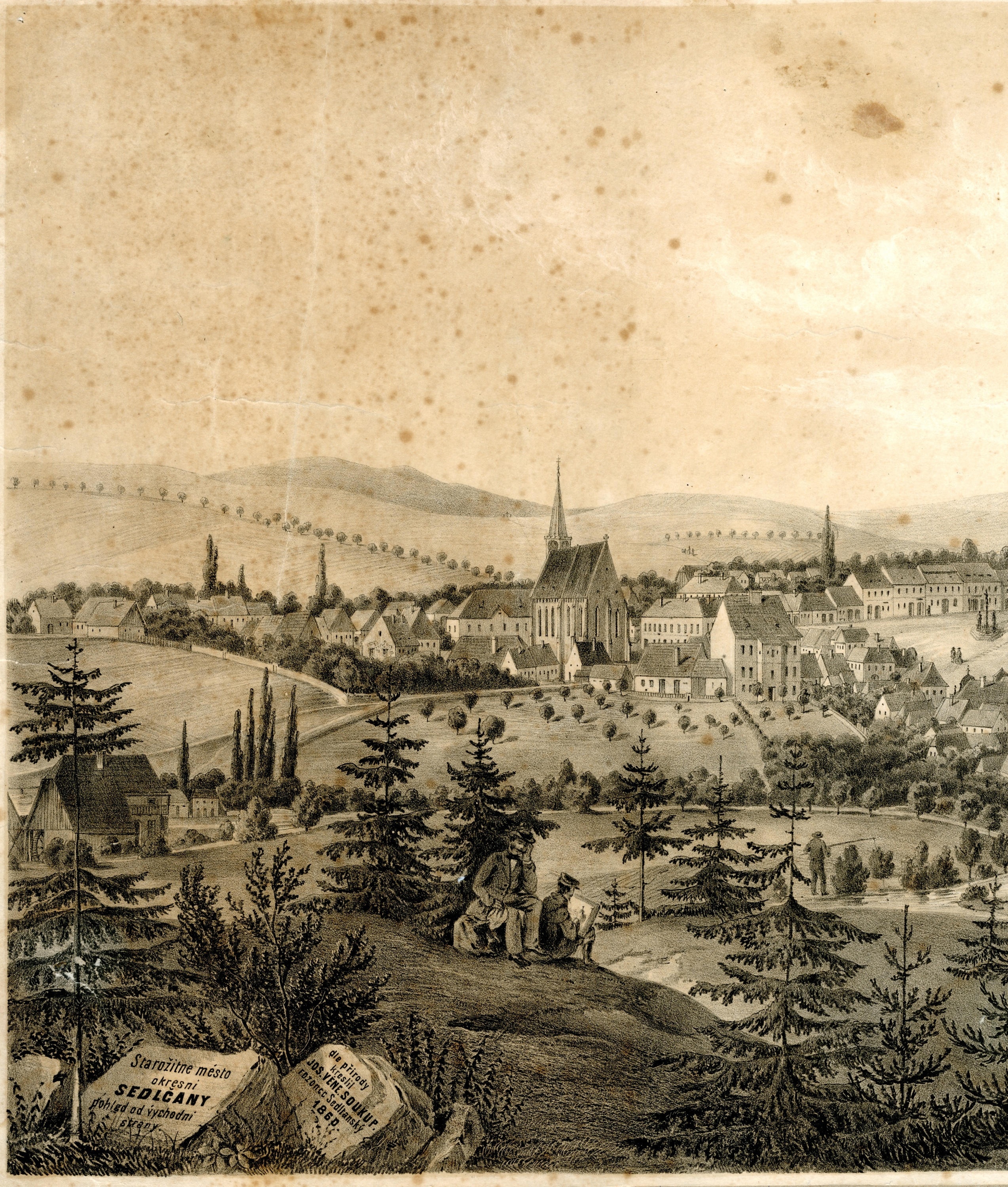
Veduta města Sedlčany okolo roku 1860 (SOkA Příbram)

Po roce 1945 začaly vznikat velké průmyslové závody (Sedlčanské strojírny, Povltavské mlékárny vyrábějící známý sýr Hermelín, později BIOS, nožířské výrobní družstvo KDS, Hamiro a j.). Roku 1950 byla k obci Sedlčany připojena obec Lhotka. Vzhled náměstí byl výrazně poznamenán výstavbou obchodního domu Rozvoj.

### Vývoj obyvatelstva
| Rok            | 1869  | 1900  | 1930  | 1950  | 1970  | 1991  | 2006  | 2011 |
| -------------- | ----- | ----- | ----- | ----- | ----- | ----- | ----- | ---- |
| Počet obyvatel | 4 428 | 4 583 | 4 108 | 3 713 | 5 462 | 7 959 | 7 660 | 7576 |

## Město a okolí

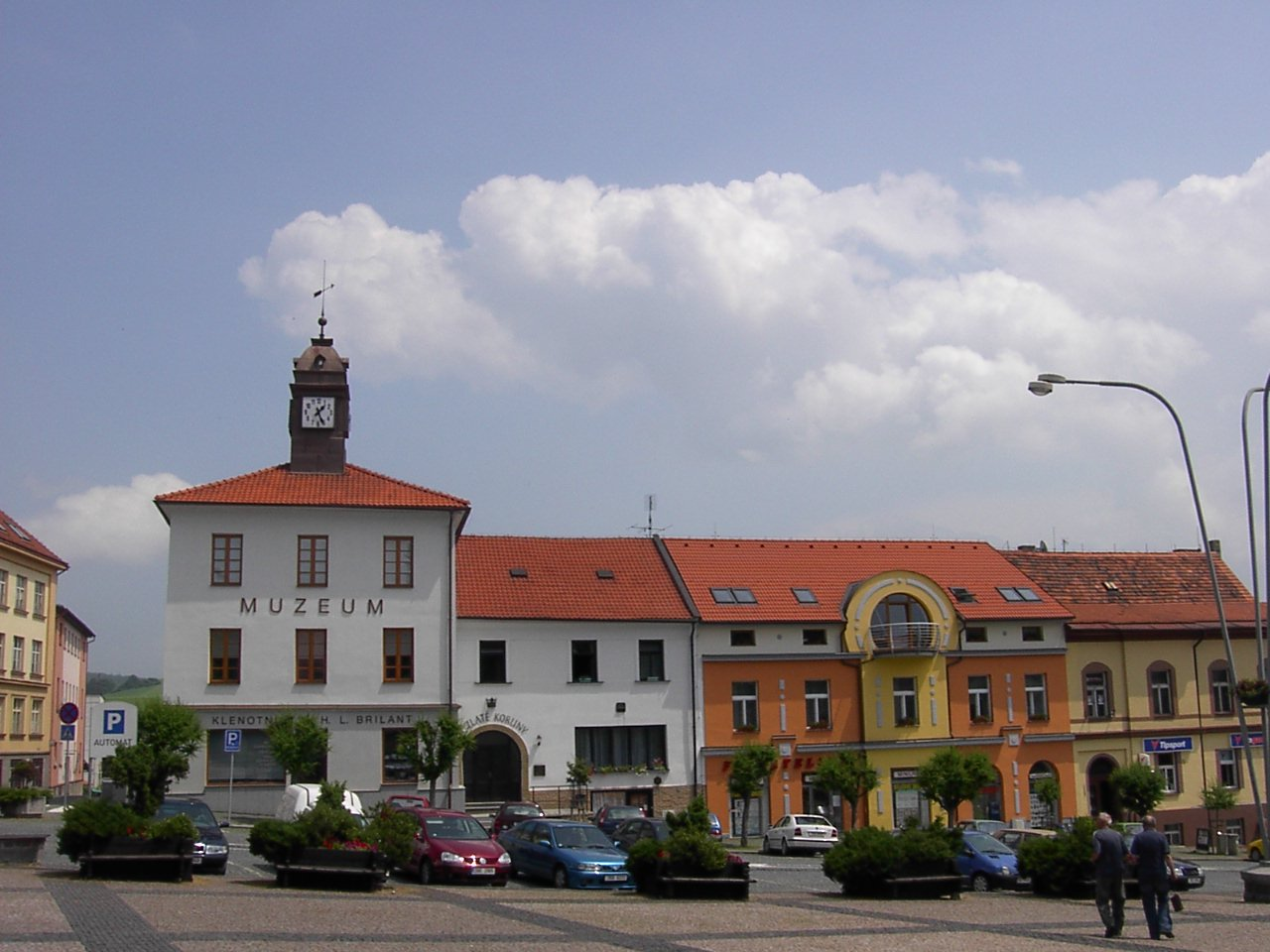
Východní strana náměstí T. G. Masaryka s budovou staré radnice, sídlem Městského muzea Sedlčany

Centrum města tvoří náměstí T. G. Masaryka se starou radnicí, kde sídlí městské muzeum, novorenesanční novou radnicí a obchodním domem Rozvoj. Jižně od náměstí se nachází raně gotický farní kostel sv. Martina a barokní budova fary, u severního okraje vlastního města poblíž Povltavských mlékáren kostel Nanebevzetí Panny Marie (nazývaný Církvička) a bývalé obchodní centrum Kačenka. Severozápadně od centra se nachází Severní sídliště, podél ulice Víta Nejedlého pak starší Jižní sídliště. Západně od centra se nacházejí výrazné kopce Cihelný vrch (470 m n. m.), na jehož vrcholu se nachází lidová hvězdárna Josefa Sadila, a Sedlčanský Šiberný (478 m n. m.). Severně od centra města se nachází závodní trať Sedlčanská kotlina, kde se již od roku 1950 konají závody od Autocrossu, Rallycrossu, Motocrossu až po Speedcross, Offroad a Hobby závody.

## Obecní správa

### Části města
- Doubravice (k. ú. Doubravice u Sedlčan)
- Hradišťko (k. ú. Sestrouň)
- Libíň (k. ú. Libíň)
- Oříkov (k. ú. Oříkov)
- Sedlčany (k. ú. Sedlčany)
- Sestrouň (k. ú. Sestrouň)
- Solopysky (k. ú. Solopysky u Třebnic)
- Třebnice (k. ú. Třebnice)
- Vítěž (k. ú. Sedlčany)
- Zberaz (k. ú. Sestrouň)

Součástí města jsou také základní sídelní jednotky Cihelní vrch, Červený Hrádek, Kňovická, Kolihový les, Lhotka, Na Stínadlech, Nad Přehradou, Pod Cihelným vrchem, Průmyslový obvod-východ, Sedlčany-za náměstím, Střed, Šiberný, Štíleček, U Borovky, U sedlecké silnice a V Blatných cestách. K městu patří také Klimětice, Mileč, Na Chalupách, Nová Hospoda, Oříkovec, Pačíska, Pod Deštnem, Podlipí, Roudný, Šaldovna, Šípkova Cihelna a Ústupenice.
Sousedními obcemi sídla jsou Nedrahovice, Prosenická Lhota, Vysoký Chlumec, Kňovice, Příčovy, Osečany, Kosova Hora a Dublovice.
Od 1. ledna 1988 do 30. června 1990 k městu patřily i Dubliny, Hrazany, Kňovičky, Paseky, Úsuší, Velběhy a Žďár.

### Územněsprávní začlenění
Dějiny územněsprávního začleňování zahrnují období od roku 1850 do současnosti. V chronologickém přehledu je uvedena územně administrativní příslušnost obce v roce, kdy ke změně došlo:
- 1850 země česká, kraj České Budějovice, politický okres Votice, soudní okres Sedlčany[7]
- 1855 země česká, kraj Tábor, soudní okres Sedlčany
- 1868 země česká, politický i soudní okres Sedlčany
- 1939 země česká, Oberlandrat Tábor, politický i soudní okres Sedlčany[8]
- 1942 země česká, Oberlandrat Praha, politický i soudní okres Sedlčany[9]
- 1945 země česká, správní i soudní okres Sedlčany[10]
- 1949 Pražský kraj, okres Sedlčany[11]
- 1960 Středočeský kraj, okres Příbram
- 2003 Středočeský kraj, okres Příbram, obec s rozšířenou působností SedlčanyBarokní kostel Nanebevzetí Panny Marie se hřbitovem (Církvička)

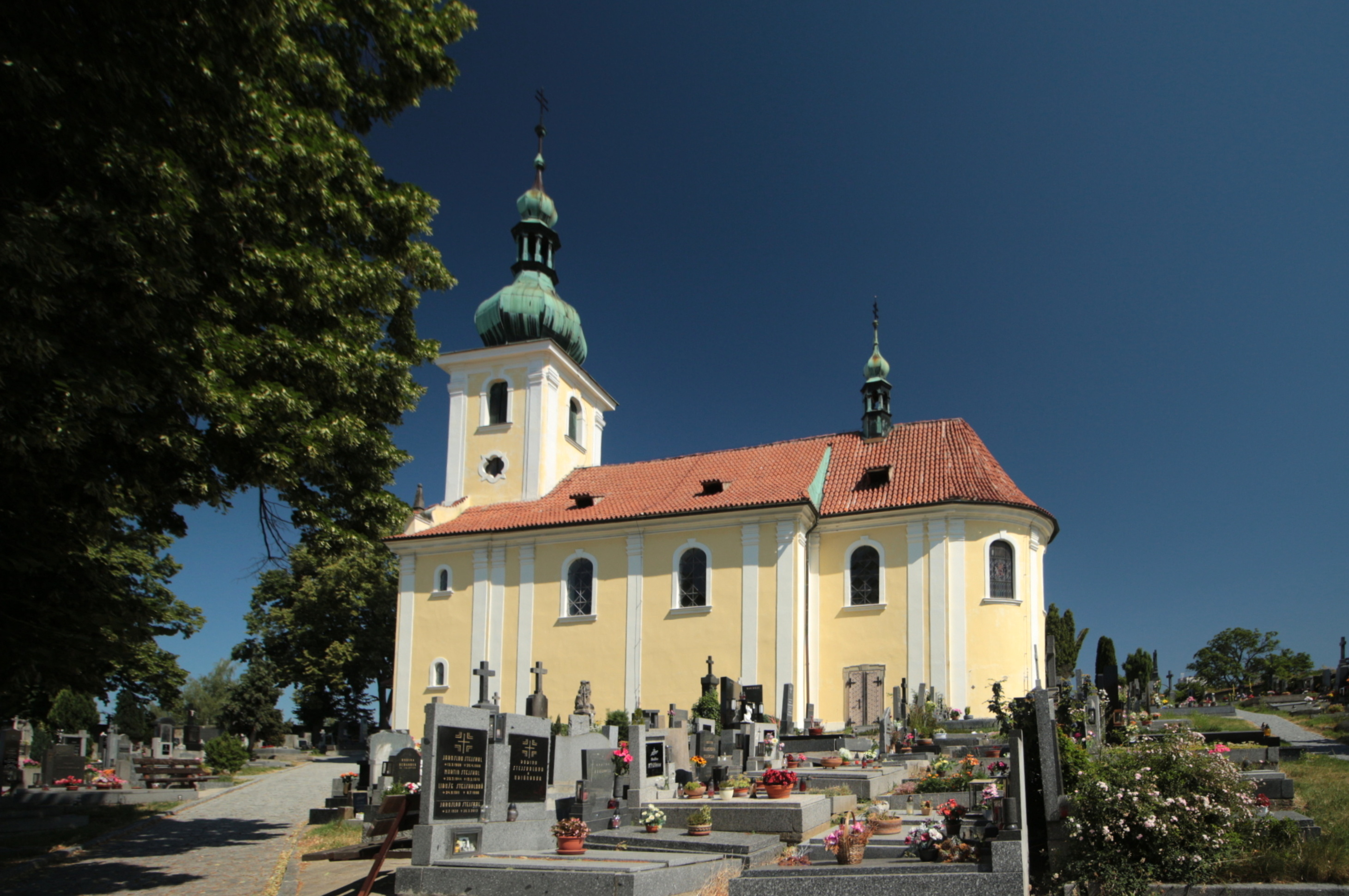
Barokní kostel Nanebevzetí Panny Marie se hřbitovem (Církvička)

## Společnost

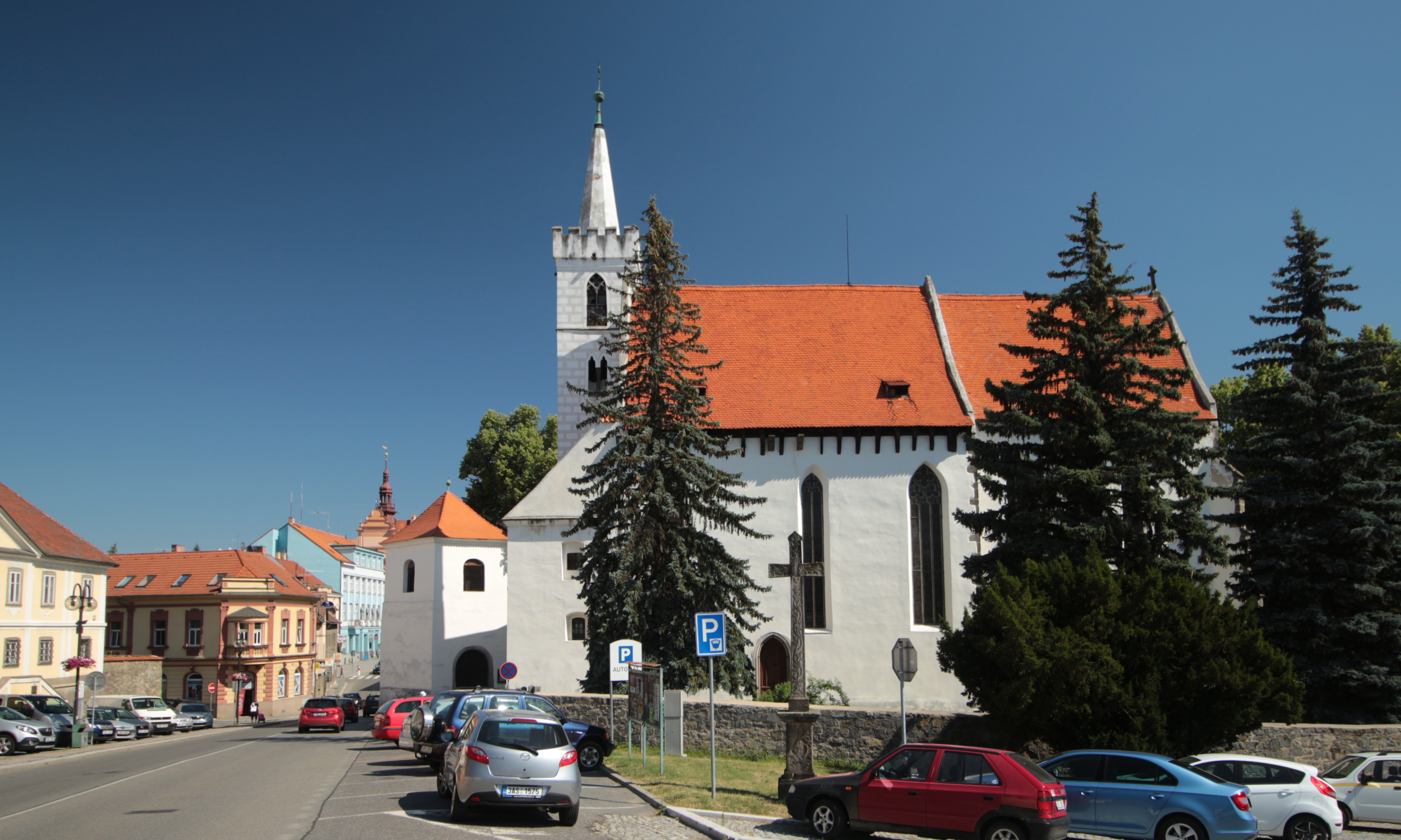
Raně gotický farní kostel sv. Martina ze 13. století, nejstarší památka města

### Rok 1932
Ve městě Sedlčany (2499 obyvatel) byly v roce 1932 evidovány tyto živnosti a obchody:
- Instituce a průmysl: poštovní úřad, telefonní úřad, telegrafní úřad, okresní úřad, okresní soud, důchodkový kontrolní úřad, berní správa, berní úřad, okresní četnické velitelství, 2 katolické kostely, synagoga, hospodářská škola odborná, Okresní museum, obchodní grémium, společenstvo kovářů, krejčí, mlynářů, obuvníků, řezníků a stavebních živností, sbor dobrovolných hasičů, 2 cihelny, 2 hospodářská družstva, 4 mlýny, továrna na hospodářské stroje
- Služby (výběr): 3 lékaři, 2 zvěrolékaři, 2 advokáti, notář, bio invalidů, fotoateliér, 2 geometři, 3 hodináři, 13 hostinců, 2 hotely (Kracík, U lva), hudební škola, knihtiskárna, lékárna U bílého lva, puškař, Městská spořitelna v Sedlčanech, Okresní záložna hospodářská v Sedlčanech, Živnostenská záložna v Sedlčanech, stavební družstvo, 2 zahradnictví

Ve vsi Červený Hrádek (přísl. Janov, Lhotka, Přibýška, Vítěž, 503 obyvatel, samostatná ves se později stala součástí Sedlčan) byly v roce 1932 evidovány tyto živnosti a obchody: 2 hostince, 2 krejčí pro dámy, krejčí pro pány, lihovar, 2 mlýny, povozník, 6 rolníků, 2 obchody se smíšeným zbožím, 2 trafiky, truhlář, 2 velkostatky (Mladota, Počepický), zámečník.
V obci Libíň (přísl. Doubravice, Klimětice, Ustupenice, 255 obyvatel, samostatná obec se později stala součástí Sedlčan) byly v roce 1932 evidovány tyto živnosti a obchody: 2 hostince, kovář, obuvník, 10 rolníků, 2 trafiky, velkostatkář Buchar.
V obci Sestrouň (přísl. Hradištko, Zberaz, 293 obyvatel, samostatná obec se později stala součástí Sedlčan) byly v roce 1932 evidovány tyto živnosti a obchody: 2 hostince, košíkář, kovář, krejčí, lom, mlýn, pokrývač, pila, 2 rolníci, švadlena, 2 trafiky, truhlář.
V obci Solopysky (261 obyvatel, samostatná obec se později stala součástí Sedlčan) byly v roce 1932 evidovány tyto živnosti a obchody: drogerie, 2 hostince, kovář, 3 lomy, obuvník, 2 pojišťovací jednatelství, 2 rolníci, obchod se smíšeným zbožím, trafika.
V obci Třebnice (přísl. Břekova Lhota, Štileček, 480 obyvatel, samostatná obec se později stala součástí Sedlčan) byly v roce 1932 evidovány tyto živnosti a obchody: 2 hostince, kolář, kovář, krejčí, lihovar, mlýn, obuvník, 3 řezníci, obchod se smíšeným zbožím, 2 švadleny, 3 trafiky, 2 truhláři, velkostatkář Šembera.

### Současnost
Po listopadu 1989 došlo k privatizaci velkých průmyslových podniků (Stros – stavební stroje a KDS – nože, nůžky), vzniku nových soukromých firem, úpravě historického jádra města i předměstí, ale také k částečnému úbytku obyvatel způsobenému hlavně nepříznivým přirozeným demografickým vývojem. V roce 2003 došlo k reformě veřejné správy. Byl zrušen i příbramský okresní úřad a některé jeho pravomoci převzala také sedlčanská radnice.

### Výsledky voleb

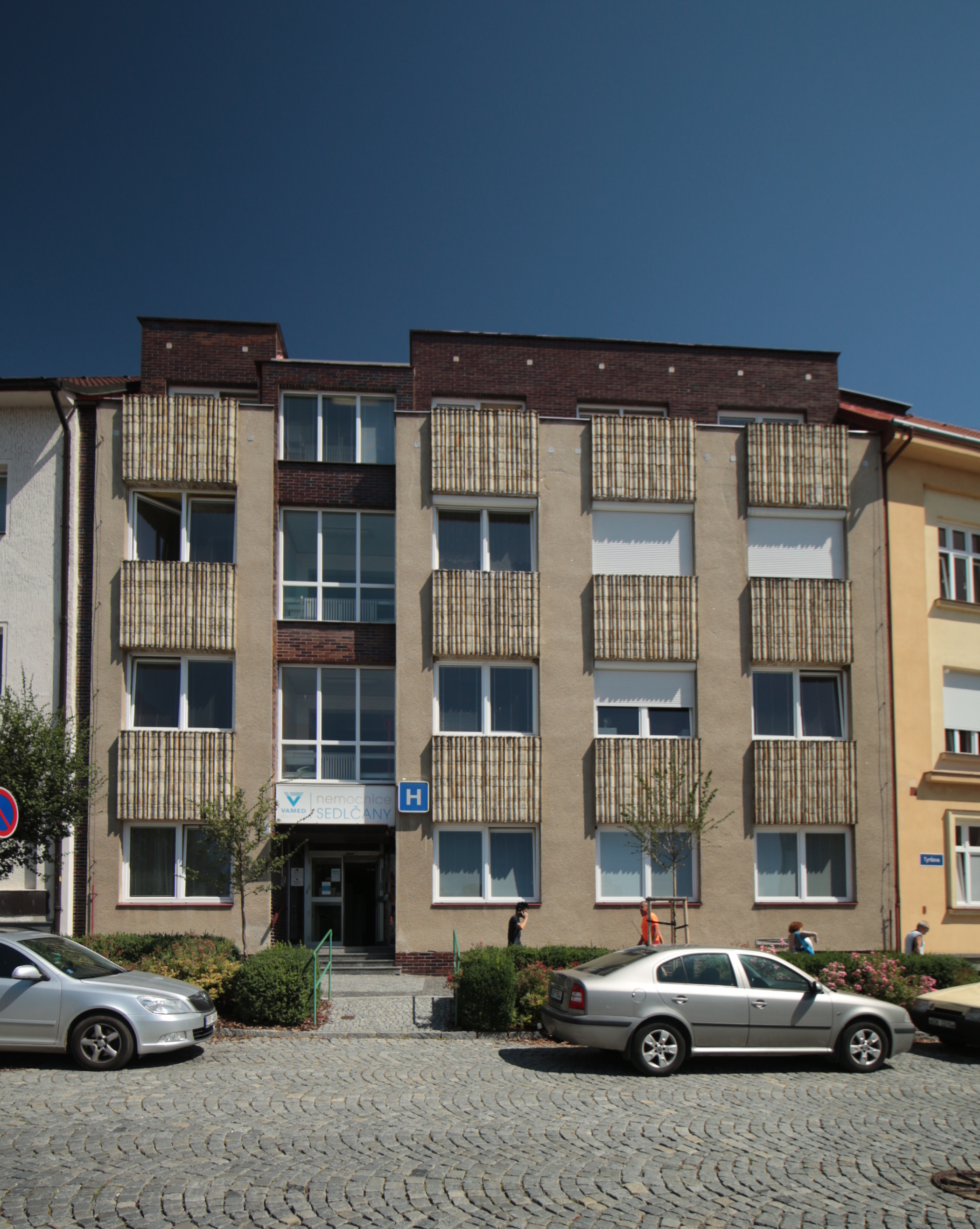
Sedlčanská nemocnice VAMED Mediterra na severní straně náměstí

| Strana             | Počet hlasů | Procent | Mandáty |
| ------------------ | ----------- | ------- | ------- |
| Šance pro Sedlčany | 17900       | 40,16   | 9       |
| ODS                | 14566       | 32,69   | 7       |
| SNKS               | 8609        | 19,32   | 4       |
| KDU-ČSL            | 3489        | 7,83    | 1       |

Ve městě najdeme nemocnici, ordinace praktických i speciálních lékařů, poštu, oddělení státní i městské policie, Stanici technické kontroly, 3 mateřské a 2 základní školy, gymnázium, 1 učiliště a základní uměleckou školu.

## Osobnosti
- Jakub Krčín z Jelčan a Sedlčan (1535–1604), rožmberský regent
- Josef Věnceslav Soukup (1819–1882), učitel, hudební skladatel, malíř a odborný publicista
- Vilém Holoubek (1859–1924), továrník a politik, starosta Sedlčan, poslanec zemského sněmu
- Karel Ladislav Kukla (1863–1930), spisovatel a překladatel, narozen v Sedlčanech
- František Bučil (1894–1955), katolický kněz, děkan v Sedlčanech
- Bohuslav Taraba (1894–1978), skladatel, malíř, hudební spisovatel a vydavatel
- Josef Suk (1874–1935), hudební skladatel, narozen v nedalekých Křečovicích, v Sedlčanech rád pobýval
- Miroslav Plavec (1925–2008), astronom
- Josef Václav Radecký z Radče (1766–1858), císařský polní maršál, připomínán expozicí v městském muzeu
- Karel Baxa (1862–1938), právník, politik, primátor Prahy
- Bohumil Baxa (1874–1942), právník a politik
- Jiří Macháček (1915–1941), stíhač v RAF

## Kultura a sport

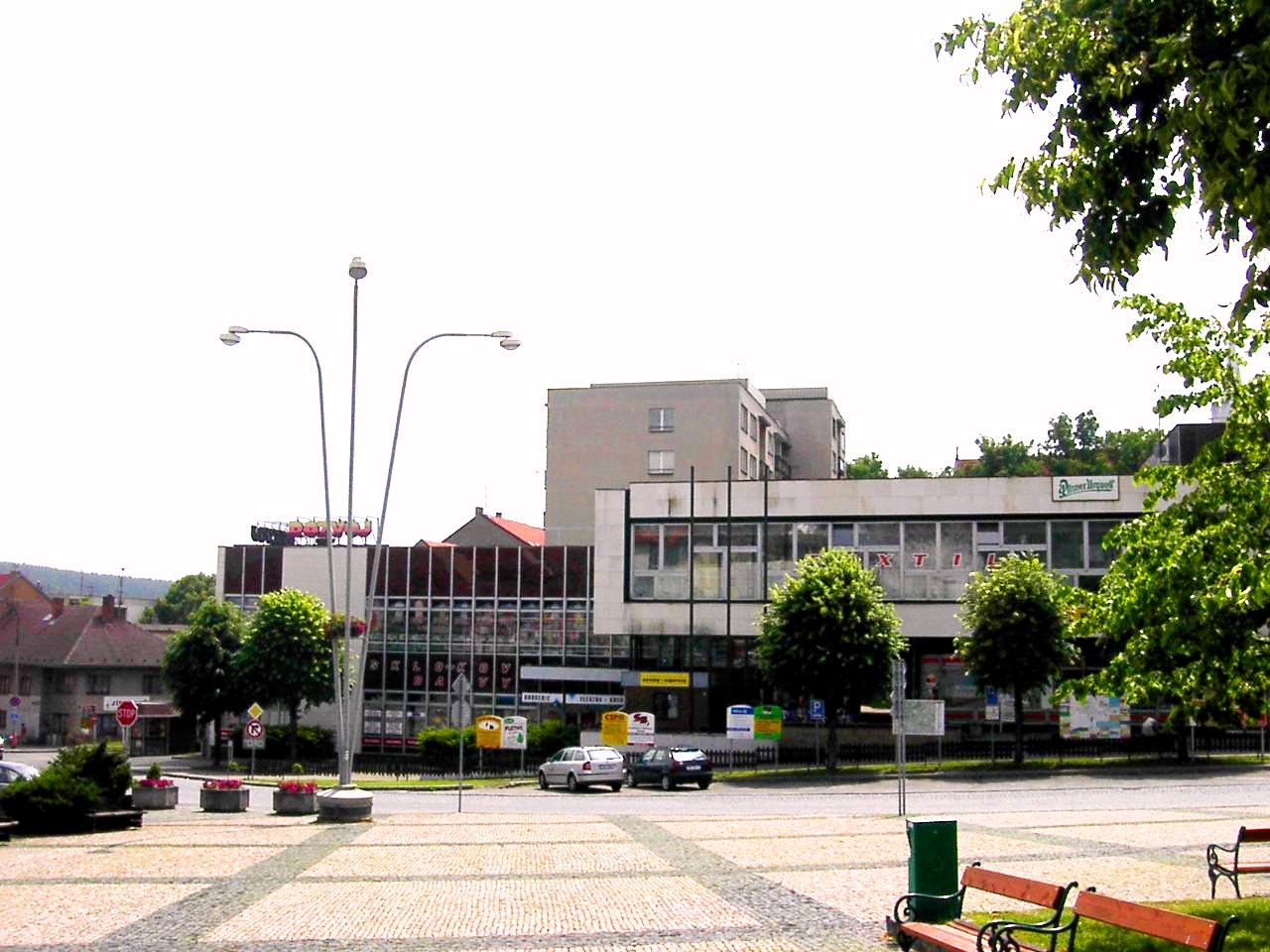
Obchodní dům Rozvoj na jižní straně náměstí v Sedlčanech

V Havlíčkově ulici se nachází Kulturní dům Josefa Suka s divadelním sálem a kinem. Organizační součástí kulturního domu je Lidová hvězdárna Josefa Sadila, která se nachází na Cihelném vrchu 1 km západně od centra města. Městské muzeum na náměstí nabízí expozice zaměřené na hmotné památky osídlení sedlčanského regionu v pravěku, středověku i novověku, na národopis i osobnost Jakuba Krčína, zajímavostí je také cechovní místnost. Významným kulturním činitelem ve městě je i městská knihovna.
V Sedlčanech najdeme známé přírodní motokrosové závodiště Sedlčanská kotlina. Dále také zimní krytý stadion, 2 fotbalové stadiony s přírodní trávou a 1 stadion s umělou trávou, tenisovou halu, a velké množství různých hřišť a tělocvičen a sokolovnu. V Sedlčanech najdete také skatepark, na Šiberném vrchu se nachází přírodní sjezdovka s jednoduchým lyžařským vlekem.
Působí zde množství spolků zaměřených na kulturní, sportovní, sociální i chovatelskou činnost.
Od roku 1995 zde působí softbalový oddíl SK Pegas Sedlčany, který od roku 1997 hraje na stadionu v Luční ulici. V současné době má čtyři oddíly – v dospělé i mládežnické kategorii mužů a žen.
Místní TJ Tatran Sedlčany, z.s. má celkem 8 oddílů, hokejový "A" tým hraje krajskou soutěž, A tým fotbalového oddílu byl v sezoně 2015/16 poprvé v historii účastníkem divize.
V roce 1990 byla po více než sto letech obnovena tradice městských slavností ROSA, navazujících na slavnosti náboženského charakteru, které se patrně od konce 17. století konaly každý rok o Velikonocích. Důvodem této oslavy bylo údajné vítězství nad Žižkou v r. 1420 v bitce u opevněného kostela sv. Martina „za ranní rosy“. V současnosti se konají zpravidla ve druhé polovině června.
Sedlčany jsou dějištěm mezinárodních akcí Sukovy Sedlčany (hudební festival) a Sedlčanská kotlina (autocross, rallycross).
Nově postavené budovy Společenského centra a modlitebny Církve adventistů získaly v prestižní soutěži Stavba roku Středočeského kraje 2020 hned dvě první místa ve 2 kategoriích: 1. místo v kategorii Cena veřejnosti (stavba obdržela téměř 40 % všech hlasů z celkového počtu 38 724 hlasů) a 1. místo v kategorii Cena za realizaci veřejného prostoru.  Současně byl rekultivován park Pod Nemocnicí podle návrhu zahradního architekta Ferdinanda Lefflera.

## Doprava

### Dopravní síť
Městem vedou silnice I/18 Rožmitál pod Třemšínem – Příbram – Sedlčany – Votice a II/105 Jesenice – Jílové u Prahy – Neveklov – Sedlčany – Milevsko – Týn nad Vltavou – Hluboká nad Vltavou – České Budějovice. Z města také vychází silnice II/119 Dobříš – Sedlčany a ze dvora Klimětice silnice II/120 Klimětice – Sedlec-Prčice – Borotín – Mladá Vožice. Do města dále vedou silnice III. třídy.

### Autobusová doprava 2024
Autobusovou dopravu v městě Sedlčany zajišťují společnosti Arriva Střední Čechy, Bus Line Jižní Čechy, COMETT PLUS, ČSAD AUTOBUSY České Budějovice a ČSAD Benešov. Město je součástí Pražské integrované dopravy (PID). V centru města se nachází autobusový terminál (zastávka Sedlčany, aut.st.), který byl po rekonstrukci otevřen 4. prosince 2019. Původní autobusové stanoviště, umístěné mezi ulicemi Růžová a Pod Potoky, mělo 8 ostrovních nástupišť a 4 stanoviště po obvodu. Mezi další autobusové zastávky ve městě patří Sedlčany,Červený Hrádek, Sedlčany,KDS, Sedlčany,koupaliště, Sedlčany,kulturní dům, Sedlčany,Novoměstská, Sedlčany,Sedlecká, Sedlčany,strojírny a Sedlčany,zemědělský areál. Dalšími zastávkami spadající pod město jsou Sedlčany,Doubravice,rozc., Sedlčany,Libíň, Sedlčany,Libíň,Klimětice, Sedlčany,Oříkov, Sedlčany,Oříkov,rozc., Sedlčany,Roudný, Sedlčany,Sestrouň, Sedlčany,Sestrouň,Mastník, Sedlčany,Sestrouň,rozc., Sedlčany,Solopysky, Sedlčany,Solopysky,kamenolom, Sedlčany,Solopysky,rozc., Sedlčany,Třebnice, Sedlčany,Třebnice,rozc., Sedlčany,Třebnice,Štíleček, Sedlčany,Zberaz a Sedlčany,Zberaz,rozc.Hradišťko.Ve Vítěži s Hradišťku se autobusové zastávky nenacházejí. Město obsluhují autobusové linky 360, 450, 454, 486, 513 516, 518, 519, 549, 551, 552, 556, 559 a 754. Autobusová linka 360 začíná v Praze na Smíchovském nádraží a pokračuje ve směru Dobříš, Stará Huť, Mokrovraty, Nový Knín, Sudovice, Korkyně, Chotilsko, Čelina, Nalžovice, Kňovice, Kňovičky a končí v Sedlčanech. Linka 450 spojuje Dobříš se Sedlčany a Milevskem. V současnosti (2024) je tato linka provozována pouze v úseku Sedlčany – Milevsko kvůli uzavírce komunikace v Davli a u Borotic. Linka 454 spojuje Sedlčany s Táborem přes Nedrahovice, Jesenici, Sedlec-Prčice, Nadějkov, Jistebnici, Radkov a Balkovu Lhotu. Linka 486 spojuje Sedlčany, Kňovičky, Kňovice, Nalžovice, Křepenice, Radíč, Osečany a Křečovice. Naopak linka 513 spojuje Sedlčany, Nedrahovice, Jesenici, Sedlec-Prčice a Vrchotice. Linka 516 propojuje Sedlčany s Dublovicemi a Zvíroticemi. Linka 518 zase propojuje Sedlčany s Kosovou Horou, Štětkovicemi, Prosenickou Lhotou a Hořeticemi. Autobusy linky 519 spojují Sedlčany, Kosovu Horu, Sedlečko, Vojkov a Votice. Linka 549 spojuje Sedlčany, Vysoký Chlumec, Petrovice, Krásnou Horu nad Vltavou, Milešov a Klučenice. Linka 551 spojuje město s Vysokým Chlumcem, Kamýkem nad Vltavou a Dobříší. Autobusová linka 552 spojuje Kamýk nad Vltavou se Sedlčany, přičemž projíždí obcemi Svatý Jan a Dublovice. Linka 556 zajišťuje spojení mezi Sedlčany, Kosovo Horou, Heřmaničkami, Smilkovem a Voticemi. Linka 559 propojuje město s Nechvalicemi a s městem Sedlec-Prčice. Linka 754 spojuje město s Příbramí a na druhou stranu s Neveklovem a Benešovem.

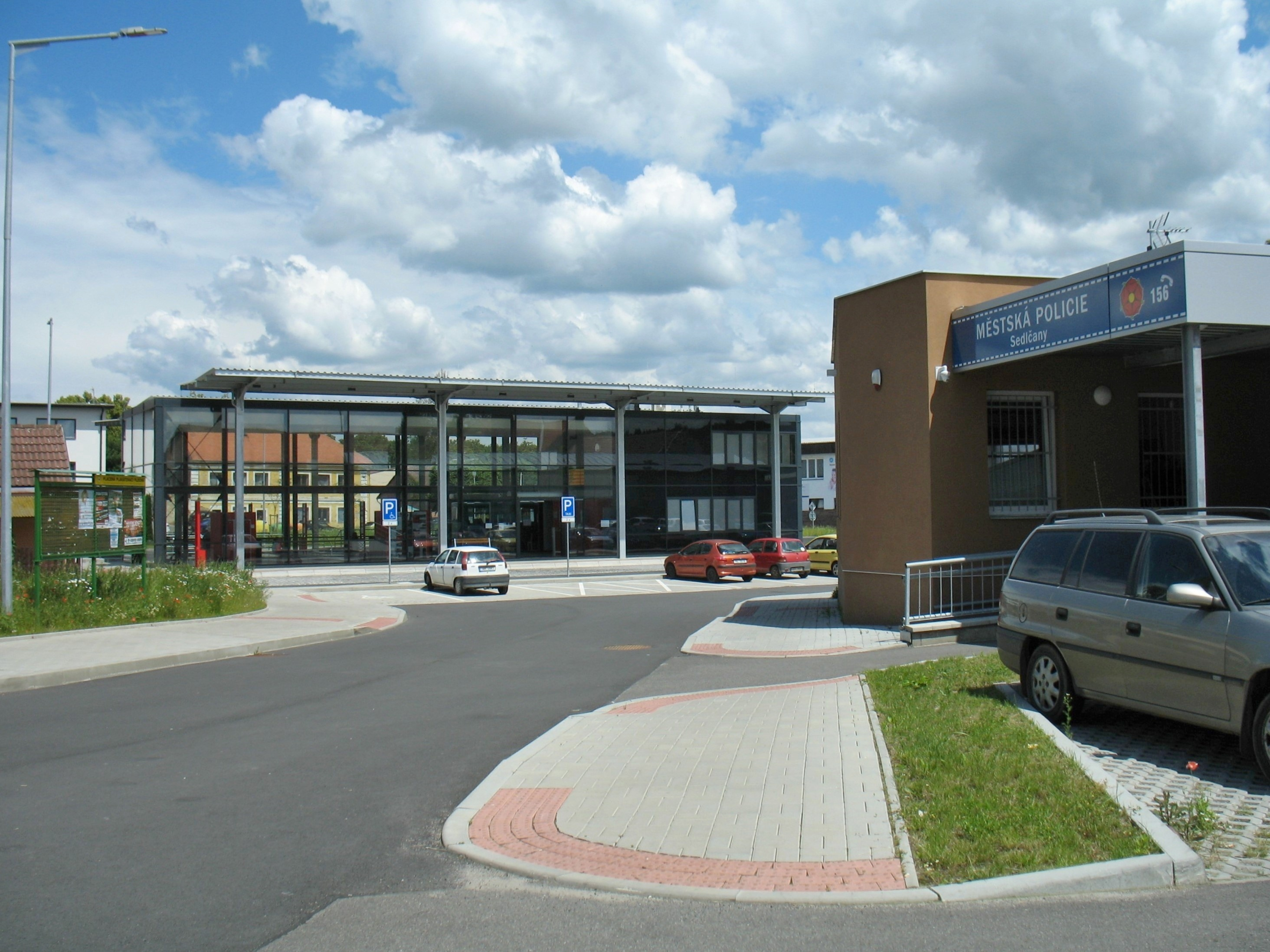
Autobusový terminál

### Železniční doprava 2024
Do Sedlčan vede jednokolejná regionální železniční trať Olbramovice–Sedlčany, která byla uvedena do provozu v roce 1894. Ve městě se nachází koncová železniční stanice Sedlčany, kde končí osobní vlaky linky S98, spojující Sedlčany s Olbramovicemi a Benešovem u Prahy. Tyto vlaky provozuje společnost České dráhy.

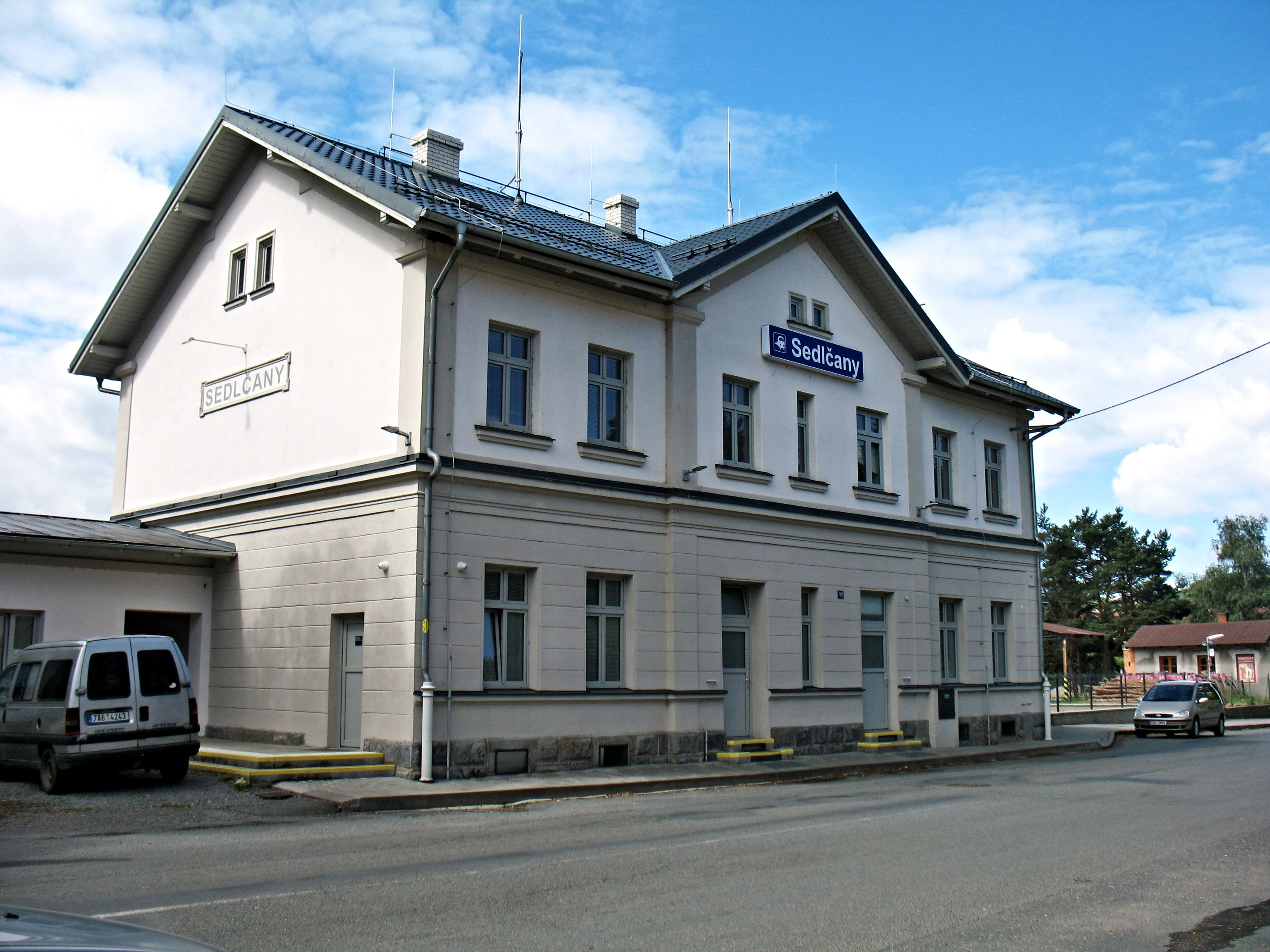
Nádraží

## Turistika
- Cyklistika – Území města protínají cyklotrasy č. 11 Praha – Neveklov – Kosova Hora – Červený Hrádek – Sedlec-Prčice – Tábor, č. 111 Sedlčany – Krásná Hora nad Vltavou – Milešov – Dolní Líšnice, č. 8133 Sedlčany – Příčovy – Dublovice – Chramosty a č. 8136 Prosenická Lhota – Sedlčany.
- Pěší turistika – Městem procházejí turistické trasy  Sedlčany – Příčovy – Chlum – Hrazany,  Milevsko – Petrovice – Vysoký Chlumec – Sedlčany – Křečovice – Neveklov,  Kosova Hora – Sedlčany a  Jesenice – Libíň – Sedlčany.

## Partnerská města
- Taverny, Francie